# 1747 en littérature
| Années de la littérature : 1744 - 1745 - 1746 - 1747 - 1748 - 1749 - 1750    |
| Décennies de la littérature : 1710 - 1720 - 1730 - 1740 - 1750 - 1760 - 1770 |

Cet article présente les faits marquants de l'année 1747 en littérature.

## Événements
- 29 juillet : Guillaume-Thomas Raynal, correspondant littéraire à Paris de Louise-Dorothée de Saxe-Gotha, commence à rédiger pour la duchesse les Nouvelles littéraires, un périodique manuscrit (29 juillet 1747-27 décembre 1751 et du 1er avril 1754 au 15 février 1755). En 1753 Friedrich Melchior Grimm prend le relais et donne à cette revue le nom de  Correspondance littéraire, philosophique et critique (fin en 1793)[1],[2].
- 8 août : la bibliothèque Załuski est ouverte au public à Varsovie[3].

- Denis Diderot rédige La Promenade du sceptique, livre publié en 1830[4].

## Parutions
- Abbé Larudan, Les francs-maçons écrasés, Amsterdam, 1747 (présentation en ligne), pamphlet présenté comme la « suite du livre intitulé l'Ordre des Francs-Maçons trahi » de Gabriel-Louis Pérau,  établissant une relation entre la maçonnerie, le procès de Charles Ier d'Angleterre, le régicide et Cromwell.
- Samuel Johnson, The Plan for a Dictionary of the English Language, London, J. and P. Knapton, T. Longman and T. Shewell, C. Hitch, A. Millar, and R. Dodsley, 1747 (présentation en ligne), projet pour un Dictionnaire de la langue anglaise publié en 1755.

- Ludovico Antonio Muratori, Della regolata divozion de' cristiani, Venezia, Giambatista Albrizzi, 1747 (présentation en ligne), « De la dévotion bien réglée » traduit dans les principaux pays européens et en français en 1778, traité du bibliothécaire du duc de Modène, catholique réformateur[5].
- Hannah Glasse, The Art of Cookery made Plain and Easy, London, Printed for the Author and sold at Mrs Ashburn's, 1747 (présentation en ligne), livre de cuisine.

### Fictions
- 1er décembre : Samuel Richardson, Clarissa, or, the History of a Young Lady, vol. I-II, London, 1747 (« Clarisse Harlowe »), roman épistolaire[6].

- Mme de Tencin, Les Malheurs de l'amour, Amsterdam, 1747 (présentation en ligne), en deux volumes.
- Françoise de Graffigny, Lettres d’une Péruvienne, Paris, A Peine (attribué à la Veuve Pissot), 1747 (présentation en ligne), roman épistolaire.

- Voltaire, Memnon : histoire orientale, Londres, La Compagnie, 1747 (présentation en ligne), conte philosophique. Allongé de quelques chapitres, il est publié en 1748 sous le titre Zadig.

- William Collins, Odes : on several descriptive and allegoric subjects, London, A. Millar, 1747 (présentation en ligne).

## Décès
- 17 novembre : Alain-René Lesage, romancier et auteur dramatique français (° 13 décembre 1668).